# Квитанция
Квита́нция (лат. quitantia; фр. quittance; нем. quittung) — расписка в приёме денежных средств, каких-либо документов или материальных ценностей, является бланком строгой отчётности.

## История
По римскому праву квитанция получала доказательную силу не ранее, как по истечении 30 дней со времени ее выдачи, в течение же этого срока кредитор мог предъявить иск о неполучении платежа (querela non numeratae pecuniae); предполагалось, что квитанция выдавалась в ожидании платежа. В Германии отказались от этого правила при введении в 1877 году имперского устава гражданского судопроизводства, и в остзейских губерниях при судебной реформе 1889 года.

## Виды квитанций
- Бага́жная квита́нция — первичный учётный документ для оформления перевозки багажа с помощью транспорта общего пользования[2];
- Грузова́я квита́нция — документ, который удостоверяет принятие тем или иным органом железнодорожного или внутреннего водного транспорта того или иного груза к перевозке. Является также распиской перевозчика о том, что он принял товарно-материальные ценности. Такая квитанция составляется только на имя определённого грузоотправителя. В случае потери или утраты груза квитанция даёт право предъявления к перевозчику претензии, а также иска[3];
- До́ковая квита́нция — документ, удостоверяющий и описывающий отправку какого-либо груза[4];
- Кассовый чек — особый вид квитанции в России и в некоторых других странах Восточной Европы, документ, который печатает на специальной ленте кассовая машина, являющийся фискальным документом, то есть имеющим отношение к уплате налогов.
- Квита́нция о получе́нии де́нег — документ в официальном виде установленной формы, который выдаётся тем или иным предприятием, организацией или учреждением какому-либо плательщику денег подтверждает сумму внесённых клиентом денег в кассу за какую-либо услугу, уплату налогов и оборотов, возврат авансов, а также других денежных платежей[5];
- Квита́нция о нали́чии це́нных бума́г на хране́нии — квитанция того или иного банка, которая подтверждает, что данные той или иной акции действительны и принадлежат непосредственно клиенту[6];
- Па́рцельная квита́нция — специальный провозной документ, который заменяет коносамент в тех случаях, когда перевозятся ценные грузы мелкими партиями (то есть парцельные грузы)[7];
- Товароскла́дочная квита́нция — документ, который выдаётся владельцами того или иного склада непосредственно грузовладельцу; он описывает удостоверение принятия груза для хранения. Такая квитанция состоит из двух частей: складского свидетельства, а также складского варранта (документа о получении груза, который выдаётся тем или иным управляющим складом лицу, поместившему те или иные товары на склад. В документе также указывается наименование товаров. Используется в качестве залогового свидетельства[8];
- Карточка-квитанция (QSL-ка́рточка) — письменное подтверждение проведённого сеанса радиосвязи[9].